# ファンダム
ファンダム（fandom）は、趣味・アニメ・漫画・小説・スポーツなどの分野の熱心なファンたち、また熱心なファンによる世界、彼らによって形成された文化のこと。

## 概要
サブカルチャーとしてのファンダムは、ファンが共通の主題に関心のある他者と共感し同志として意識を築く点、対象の微細な特徴にも目を配り、往々にしてSNSへの投稿などに時間と労力を惜しまず注ぐ点などでたんなるファンとの差別化ができる。対象となる関心のエリアは人類の文化のあらゆる側面であり、細分化は特定の著名人（セレブリティ）まで集約するか、ある趣味の領域すべて、対象のジャンル、またはファッション界ほど広くも把握される。
宮風耕治はロシアのSFファンダムについて、同人誌に視点を据えてまとめた文献を紹介している。
ファンダム間にはしばしば重複が見られる。映画・漫画・アニメ・テレビ番組・コスプレなどファンダムの大型イベント（コンベンション）は催事として定着し、個人の作品の発表や交換から、関連商材の取引の場としても成功している。ジャンルを超えたファンダムに向けて開かれる恒例の大型コンベンションは、アメリカ開催のものからサンディエゴの国際コミコン（サンディエゴ・コミコン）、ワンダーコム、ドラゴン・コン、ニューヨーク・コミコンが挙げられる。2000年にシカゴで開かれた「ChiCon」ではSFファンダムが新しい時代を開こうとしている。
熱心なファンは、自分が選んだファンダムの世界観とキャラクターに基づいたストーリーでファン・フィクション（二次創作）を書くことがある。
ファンダムに係わる負の要素は、執着と不健康または人間関係への悪影響をもたらすほど過剰に熱狂しているファンたちがいること、それぞれ興味のあるファンダムの世界の中でしか人間関係を築けないファンたちが多いことなどである。